# Denkmalgeschützte Objekte im Bezirk Linz-Land
Im Bezirk Linz-Land bestehen derzeit (im Mai 2023) um die 368 denkmalgeschützte Objekte. Die unten angeführte Liste führt zu den Gemeindelisten und gibt die Anzahl der Objekte in der jeweiligen Gemeinde an.
| Gemeindeliste            | Objektanzahl |
| ------------------------ | ------------ |
| Allhaming                | 3            |
| Ansfelden                | 15           |
| Asten                    | 6            |
| Eggendorf im Traunkreis  | 3            |
| Enns                     | 177          |
| Hargelsberg              | 5            |
| Hofkirchen im Traunkreis | 5            |
| Hörsching                | 4            |
| Kematen an der Krems     | 5            |
| Kirchberg-Thening        | 6            |
| Kronstorf                | 10           |
| Leonding                 | 17           |
| Neuhofen an der Krems    | 13           |
| Niederneukirchen         | 2            |
| Oftering                 | 3            |
| Pasching                 | 6            |
| Piberbach                | 4            |
| Pucking                  | 4            |
| St. Florian              | 47           |
| St. Marien               | 7            |
| Traun                    | 12           |
| Wilhering                | 14           |